# 蓋特韋 (佛羅里達州)
蓋特韋（英語：Gateway）是位於美國佛羅里達州李縣的一個人口普查指定地區。

## 地理
蓋特韋的座標為26°34′29″N 81°45′16″W / 26.57472°N 81.75444°W，而該地最高點為海拔高度7米（即23英尺）。

## 人口
根據2010年美國人口普查的數據，蓋特韋的面積為15.90平方千米，當中陸地面積為14.60平方千米，而水域面積為1.30平方千米。當地共有人口8401人，而人口密度為每平方千米528人。